# 托马斯·巴龙县
托馬斯·巴龍县（西班牙語：Provincia de Tomás Barrón），是玻利維亞的县份，位於該國西部，屬於奧魯羅省的一部分，县府設於歐卡利普圖斯，面積341平方公里，2001年人口5,267，2012年人口密度每平方公里15.9人。